# Kecskéd
Kecskéd es un pueblo ubicado en el distrito de Oroszlány, en el condado de Komárom-Esztergom, Hungría.

## Superficie
Posee una superficie de 11,08 kilómetros cuadrados.

## Demografía
Hasta 2019 la población era de 2004 habitantes, con una densidad de población de 180,9 habitantes por kilómetro cuadrado.